# Pottia tasmanica
Pottia tasmanica är en bladmossart som beskrevs av Brotherus 1895. Pottia tasmanica ingår i släktet Pottia och familjen Pottiaceae. Inga underarter finns listade i Catalogue of Life.